# 小天橋站
小天橋站（日语：／ Shōtenkyō eki */?）是位於京都府京丹後市久美濱町浦明220番2號，WILLER TRAINS（京都丹後鐵道）的宮豐線（愛稱為宮津線）車站。車站編號為T22。
在2014年，經過京丹後市的「站之愛稱選定委員會」公開招募後，決定把愛稱定為「日間之松原 小天橋站」。

## 歷史
- 1932年（昭和7年）8月10日：宮津線丹後木津（現時：夕日浦木津溫泉站）至久美濱站之間開通，此站啟用。當時車站名為丹後神野站（日语：／）[1]。
- 1987年（昭和62年）4月1日：伴隨國鐵分割民營化，車站由西日本旅客鐵道（JR西日本）營運[1]。
- 1990年（平成2年）4月1日：宮津線由北近畿丹後鐵道接管，成為北近畿丹後鐵道車站[1]。
- 2015年（平成27年）4月1日：由WILLER TRAINS接管車站，成為京都丹後鐵道宮豐線車站。另外，車站名稱改為小天橋站。

## 車站構造

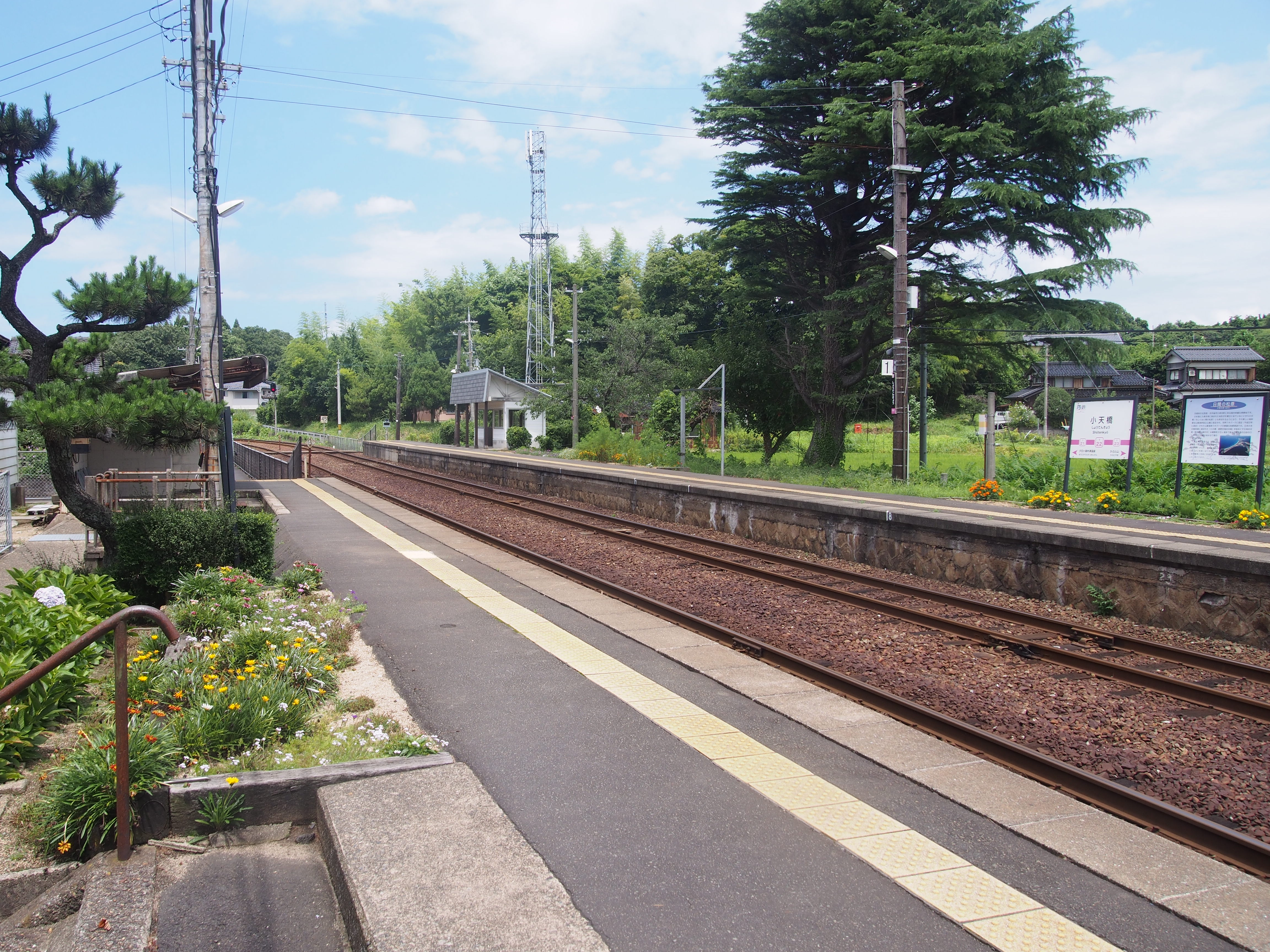
月台

車站是一座地面車站，設有2面2線相對式月台，可進行列車交會。車站大樓位於宮津方向月台側。兩月台之間靠近宮津一方設有平交道連接。
豐岡方向的月台是上下行本線與一線通過結構。通過的特急列車兩方向都會使用該月台。另一方面，停站的普通列車會使用各自方向的月台。
此站是丹鐵線內15個有人車站之一。此站委托了京丹後市負責車站業務，為簡易委託車站。
通常情況下，普通列車和快速列車起停靠此站。在2015年度（平成27年度）前，於夏季和冬季部分特急會臨時停靠。

### 月台
| 月台 | 路線    | 上下行 | 方向                                           |
| ---- | ------- | ------ | ---------------------------------------------- |
| 1    | ■宮豐線 | 下行   | 久美濱、豐岡方向                               |
| 2    | ■宮豐線 | 上行   | 夕日浦木津溫泉、網野、天橋立、宮津、西舞鶴方向 |

- 在上述的路線名稱中，採用了乘客資訊上稱呼的（愛稱）名字。
- 曾經靠近車站大樓的月台（上行月台）是1號月台。在WILLER TRAINS接管後，月台編號由下行線（車站大樓對面）開始順序編排月台編號，現時靠近車站大樓的月台是2號月台。

## 使用狀況
以下為近年1日平均乘車人次列表：
| 乘車人次變化 | 乘車人次變化    |
| 年度         | 1日平均乘車人次 |
| ------------ | --------------- |
| 1999         | 99              |
| 2000         | 101             |
| 2001         | 104             |
| 2002         | 107             |
| 2003         | 99              |
| 2004         | 99              |
| 2005         | 132             |
| 2006         | 87              |
| 2007         | 110             |
| 2008         | 69              |
| 2009         | 71              |
| 2010         | 47              |
| 2011         | 62              |
| 2012         | 55              |
| 2013         | 66              |
| 2014         | 63              |
| 2015         | 74              |
| 2016         | 66              |
| 2017         | 63              |
| 2018         | 66              |

## 車站周邊

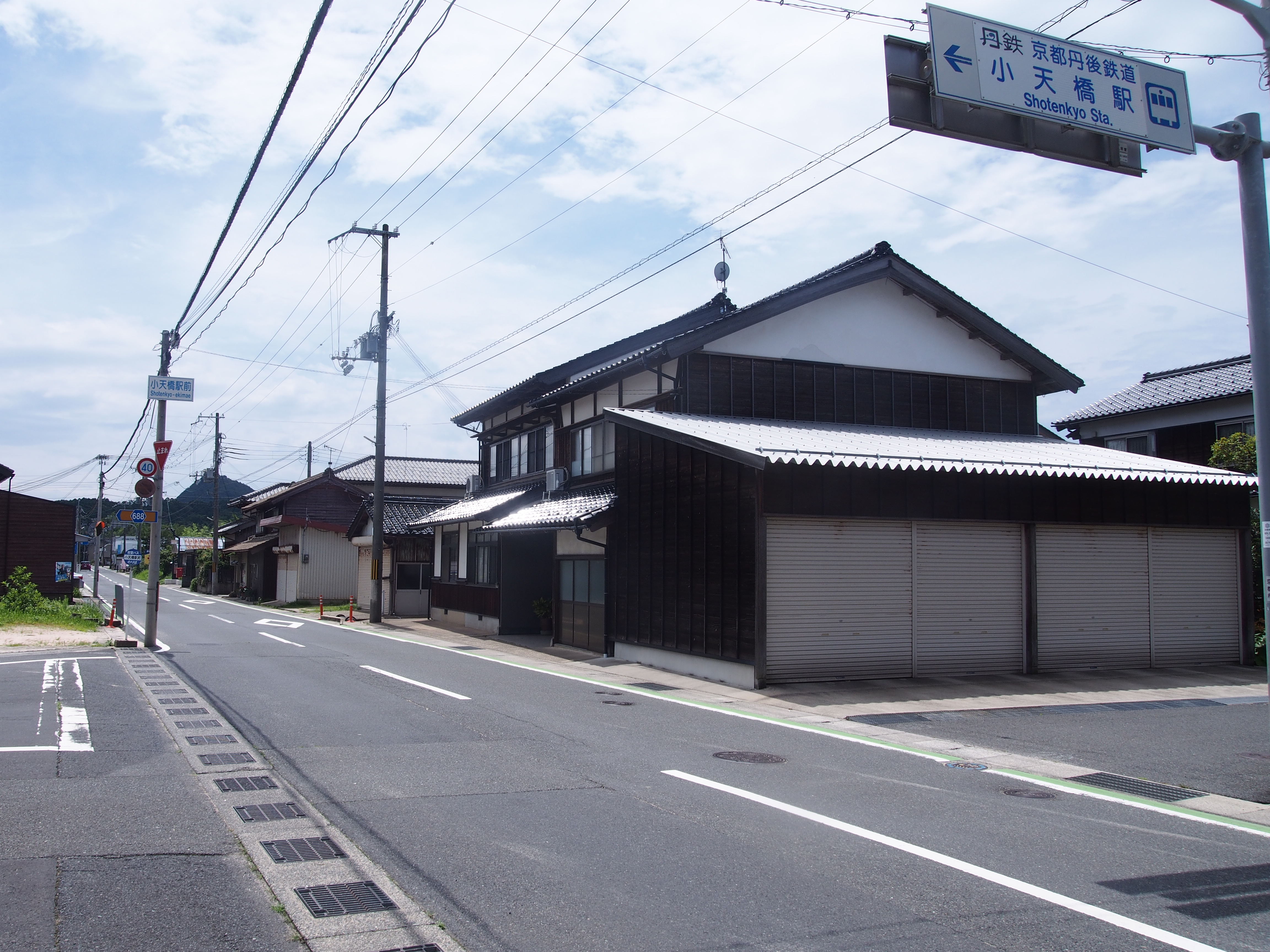
站前

- 道之驛久里濱SANKAIKAN（日语：道の駅くみはまSANKAIKAN）
- 國道178號（日语：国道178号）浦明繞道
- 京丹後市營巴士（日语：京丹後市営バス）「小天橋站前」巴士站

## 相鄰車站
WILLER TRAINS（京都丹後鐵道）
宮豐線（宮津線）
快速（包含「丹後路」）
夕日浦木津溫泉（T21）－小天橋（T22）－久美濱（T24）
普通
夕日浦木津溫泉（T21）－小天橋（T22）－兜山（T23）

## 注腳
1. 1 2 3 4  曾根悟（監修）. 朝日新聞出版分冊百科編集部（編集） , 编. . 週刊朝日百科. 14号 神戸電鉄・能勢電鉄・北条鉄道・北近畿タンゴ鉄道. 朝日新聞出版. 2011-06-19: 27–28頁 （日语）.
2. ↑  . 京丹後市. 2014-06-20  [2015-11-30]. （原始内容存档于2015-12-08） （日语）.
3. ↑  京都府統計書（2005年前）
4. ↑  京丹後市統計書（2006年後）

## 外部連結
- 小天橋站 （页面存档备份，存于）（日語） - 京都丹後鐵道